# Championnats d'Europe de pentathlon moderne 2007
Navigation
Édition précédente Édition suivante
Les Championnats d'Europe de pentathlon moderne 2007 se sont tenus à Riga, en Lettonie.

## Podiums

### Hommes
| Épreuves    | Or                                                       | Argent                                                       | Bronze                                                    |
| ----------- | -------------------------------------------------------- | ------------------------------------------------------------ | --------------------------------------------------------- |
| Individuel  | Hongrie Viktor Horváth                                   | Russie Rustam Sarbirkhuzin                                   | Pologne Marcin Horbacz                                    |
| Par équipes | Russie Rustam Sarbirkhuzin Andrey Moiseyev Ilia Frolov   | Hongrie Viktor Horváth Gábor Balogh Sándor Fülep             | Biélorussie Yegor Lappo Dmitry Melyakh Mikhail Prokopenko |
| Relais      | Russie Aleksey Turkin Aleksey Velikodnyi Dmitriy Telegin | Lituanie Edvinas Krungolcas Justinas Kinderis Tadas Žemaitis | Biélorussie Yegor Lappo Dmitry Melyakh Mikhail Prokopenko |

### Femmes
| Épreuves    | Or                                                             | Argent                                                          | Bronze                                                     |
| ----------- | -------------------------------------------------------------- | --------------------------------------------------------------- | ---------------------------------------------------------- |
| Individuel  | Russie Yevdokia Grechishnikova                                 | Royaume-Uni Heather Fell                                        | Italie Sara Bertoli                                        |
| Par équipes | Italie Claudia Corsini Sara Bertoli Alessia Pieretti           | Royaume-Uni Mhairi Spence Georgina Harland Katherine Livingston | Pologne Sylwia Czwojdzińska Edyta Małoszyc Paulina Boenisz |
| Relais      | Royaume-Uni Heather Fell Georgina Harland Katherine Livingston | Russie Tatyana Muratova Lyudmila Sirotkina Polina Struchtkova   | Hongrie Zsuzsanna Vörös Vivien Máthé Sarolta Kovács        |